# Bruisterbosch
Bruisterbosch (Limburgs: Bruusjterbusj) is een buurtschap in de Nederlandse provincie Limburg die behoort bij Sint Geertruid en tegenwoordig onderdeel is van de gemeente Eijsden-Margraten. De buurtschap ligt op ongeveer 168 m hoogte, en had op 1 januari 2007 ongeveer 60 inwoners. In de buurtschap staan 25 hoeven en huizen.

## Etymologie
Bruisterbosch betekent Bos van Breust, naar de heerlijkheid die de nederzetting heeft gesticht.

## Geschiedenis
Bruisterbosch is gesticht in 1157, toen zeven inwoners van Breust van de heer van het gebied, het kapittel van Sint-Martinus te Luik, toestemming kregen om op het plateau een nederzetting te stichten. Ze noemden het dorpje naar hun geboorteplaats Breust.
Vanaf de gemeentelijke herindeling van 1 januari 1982 maakte het deel uit van de gemeente Margraten. Vanaf 1 januari 2011 is het een onderdeel van de gemeente Eijsden-Margraten.

## Bezienswaardigheden
- Een betonnen herinneringskruis uit 1991 herdenkt het feit dat hier op 6 november 1776 Anthon Oberkom en Leonard Eijssen werden opgehangen aan de galg van Margraten, omdat men hen verdacht van deelname aan de bokkenrijders. Aangezien gevangenen, door folteringen gedwongen vele namen opnoemden, kan de schuldigheid van deze mensen ernstig worden betwijfeld. Deze plaats heet De Galling, een verbastering van galg.
- Galg van Mheer
- De Roosenhof is een, om een vierkante binnenplaats gebouwde, Limburgse hoeve met herenhuis. De hoeve werd in de 18e eeuw gebouwd en herbergde de families Roosen, Kerens, De Looz Corswarem en De Marchant et d'Ansembourg. Otto Roosen was de eerste burgemeester van Sint Geertruid.
- Diverse 19e-eeuwse bakstenen hoeven, die eveneens om een binnenplaats zijn gebouwd.
- Mariakapel uit 1949, gebouwd op de plaats waar zich tot 1948 de waterput bevond.
- In de omgeving weilanden, hoogstamfruitbomen, holle wegen en Graften.

Bruisterbosch is een beschermd dorpsgezicht.

## Natuur en landschap
Bruisterbosch ligt op het Plateau van Margraten, dat vrijwel geheel bestaat uit agrarisch gebied, dat echter doorsneden wordt door enkele holle wegen, terwijl er ook enkele stukjes bos aanwezig zijn. Het landschap is cultuurhistorisch van grote waarde.

## Nabijgelegen kernen
Honthem, Eckelrade, Margraten, Banholt, Herkenrade

## Zie ook

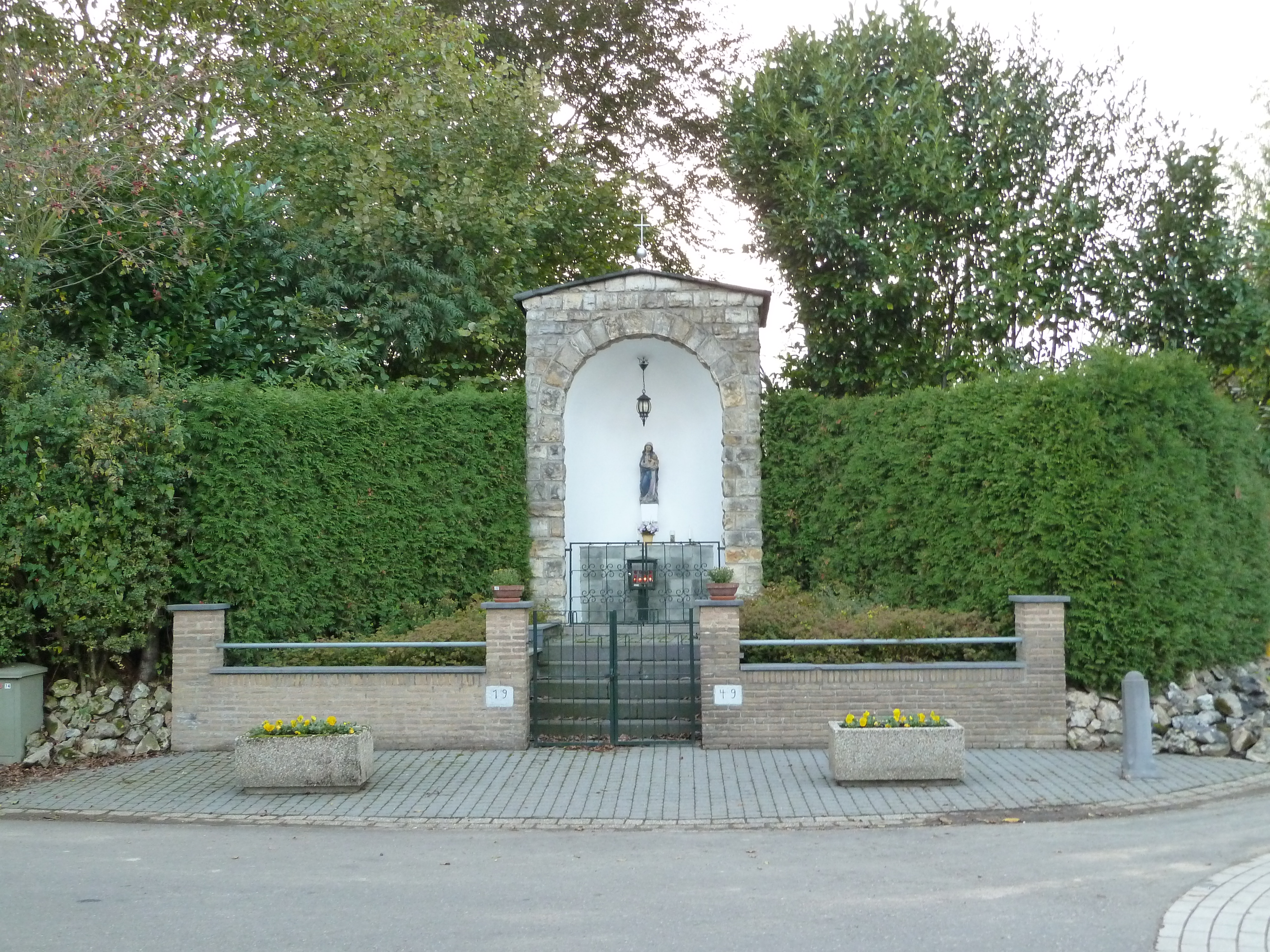
Mariakapel
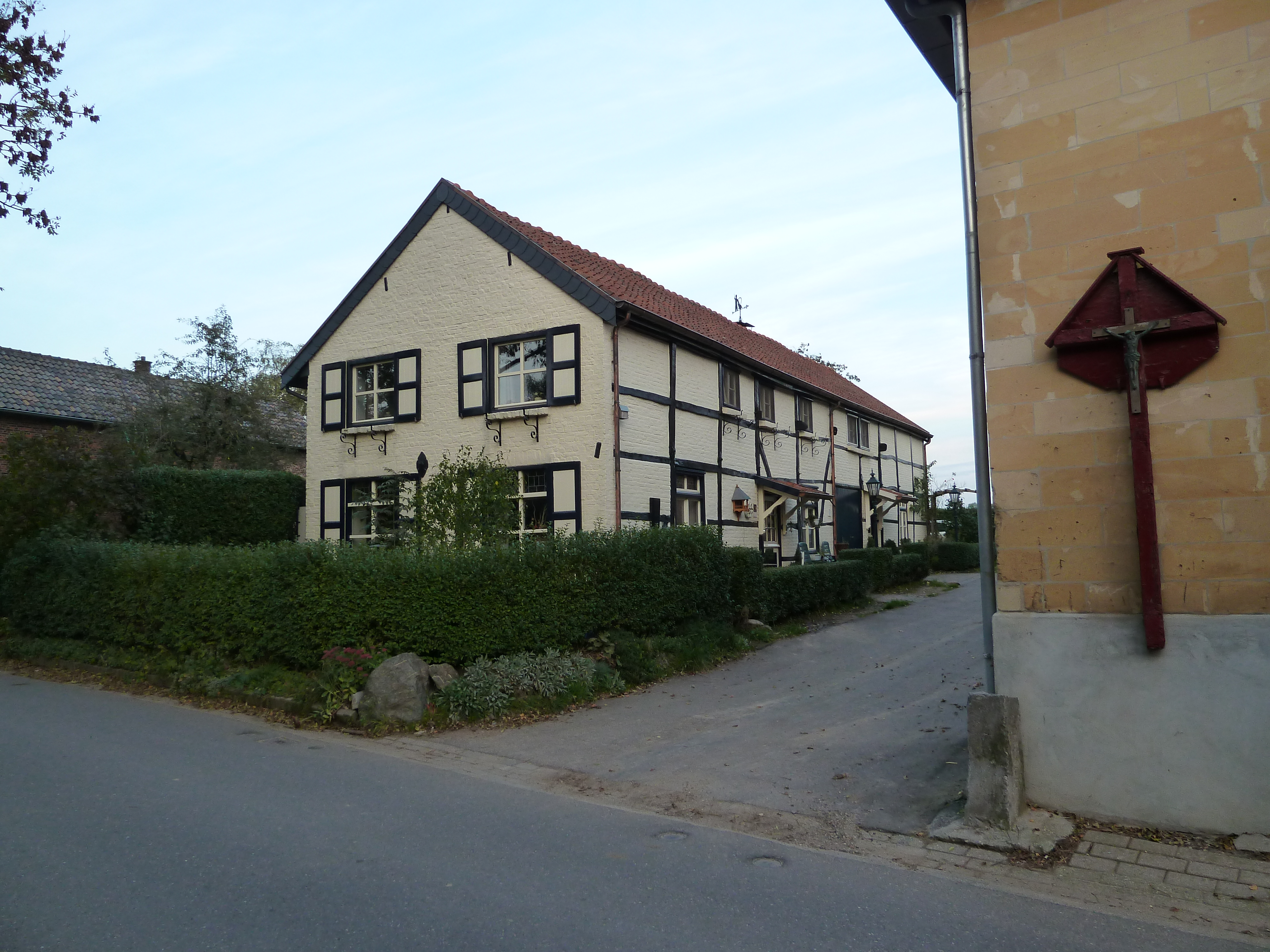
Wegkruis met grenspaal op kruising
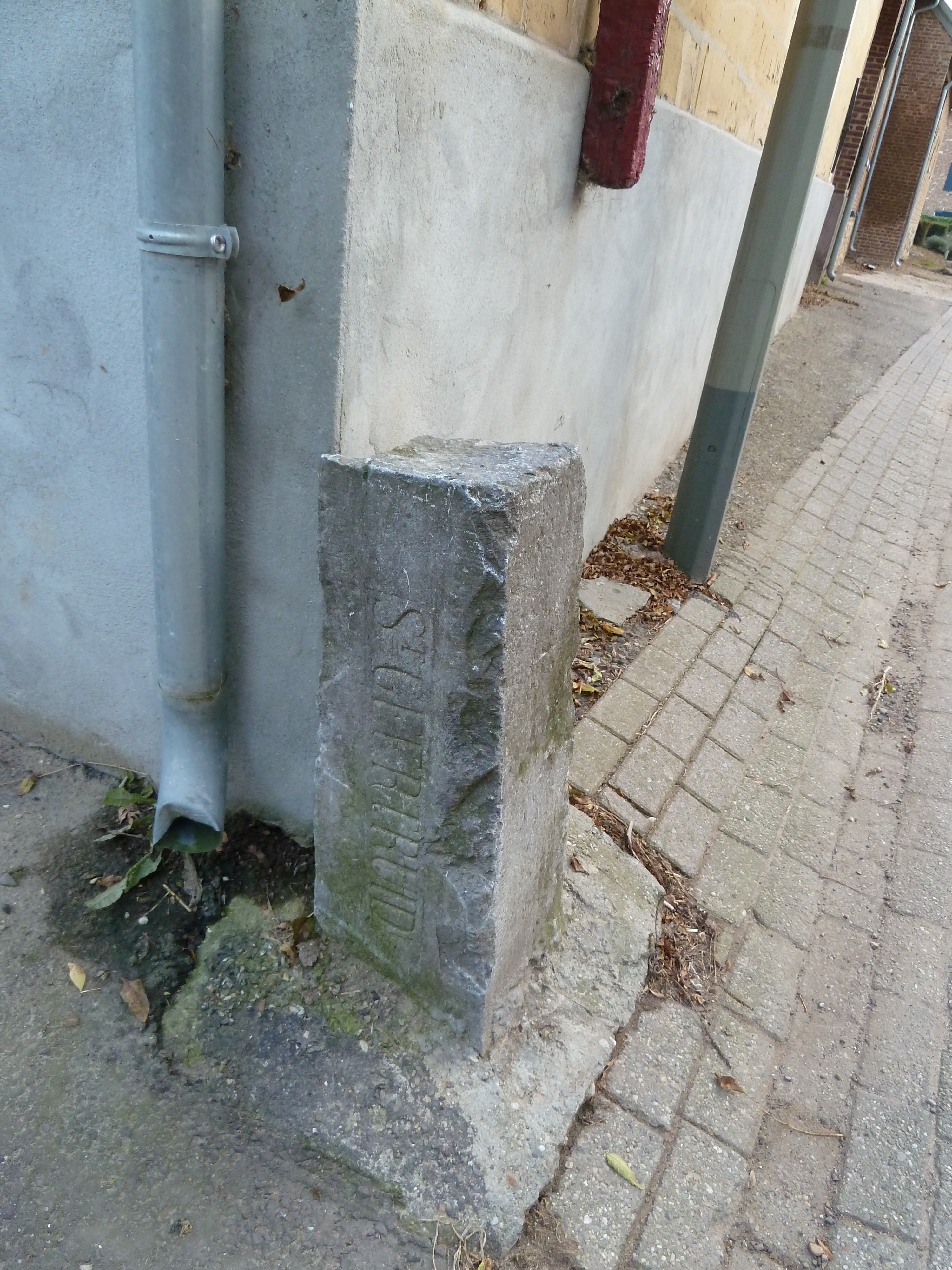
De kant van Sint Geetruid
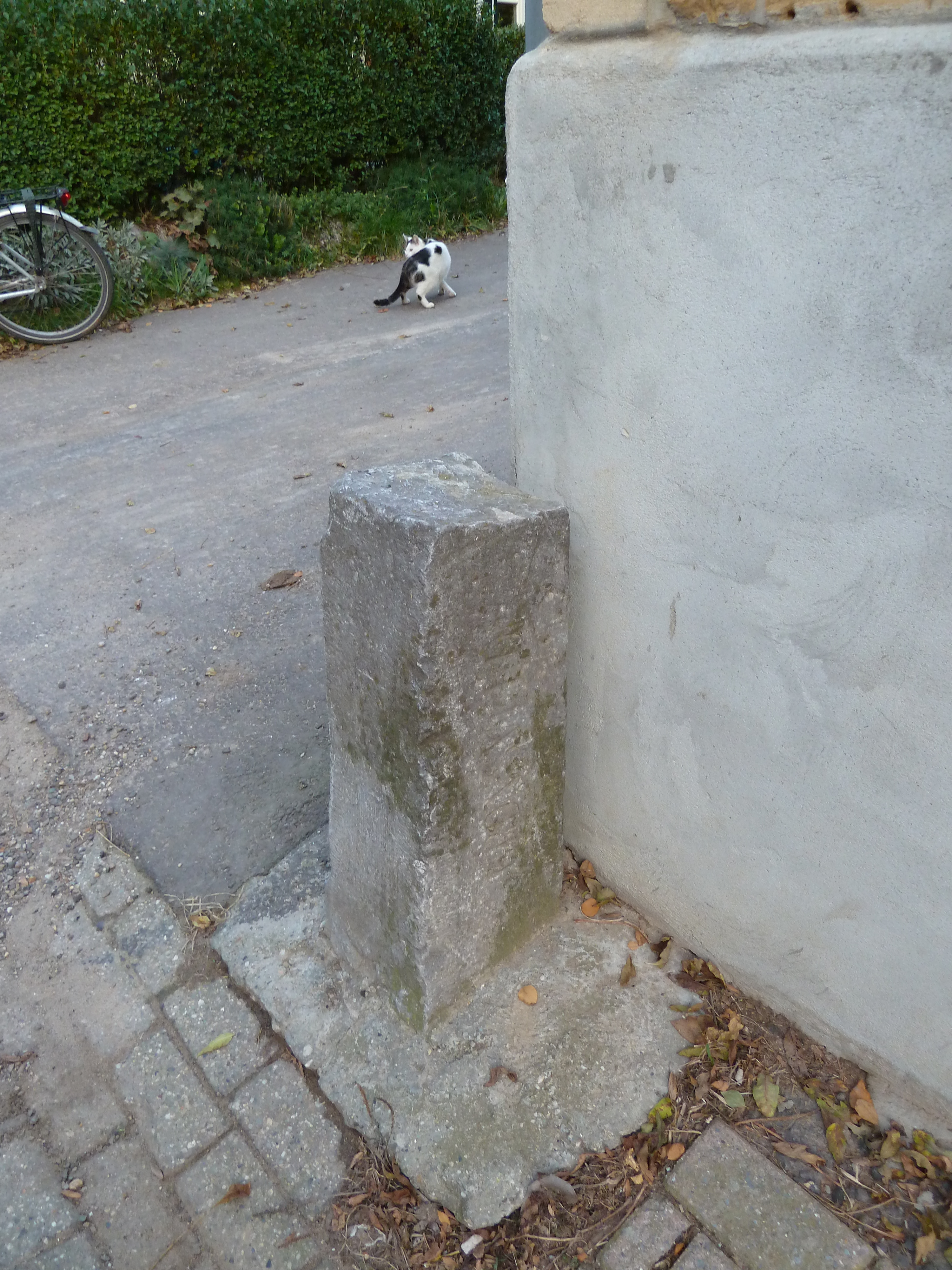
De kant van Gronsveld